# Louis Degen
Louis Degen († Oktober 1897) war ein deutscher Eisenbahn-Unternehmer.

## Leben
Maurermeister Louis Degen wird 1892 erstmals im Berliner Adreßbuch als in der Paulstraße 23 wohnhaft erwähnt. 1894 zog er an den  Kurfürstendamm 109. Degen war Inhaber einer Firma, die sich mit dem Eisenbahnbau befasste und ihren Sitz in Charlottenburg hatte. Um 1894 verband Degen sich mit Albert Sprickerhoff, der zu jener Zeit gerade die Geschäfte des Eisenbahnbauunternehmers Georg Soenderop übernahm zur Firma Degen, Sprickerhoff & Co. mit Sitz in Hannover. Nach Degens Tod und finanziellen Schwierigkeiten  wurde die Gesellschaft im Oktober 1897 aufgelöst. Das Unternehmen wurde unter anderem beim Bau der Teutoburger Wald-Eisenbahn tätig. Degen, Sprickerhoff & Co. übernahm zeitweise das Eisenbahngeschäft von Georg Soenderop, das als Firma „Sönderop & Co“ in der Dorotheenstraße 38/39, Berlin ansässig war und in dem Sprickerhoff zunächst angestellt und ab 1893 Eigentümer war.
In den 1890er-Jahren entwarf Louis Degen Pläne für eine schmalspurige Eisenbahn im Landkreis Blankenburg des damaligen Herzogtums Braunschweig von Walkenried über Wieda nach Braunlage im Oberharz sowie einem Abzweig nach Sorge (Harz) und Tanne.
Die Pläne enthielten ursprünglich sogar einen Plan zur Fortführung der Bahn bis zum Dreieckigen Pfahl als nördlichstem Punkt des Landkreises Blankenburg. Die tatsächliche Bauausführung bzw. Linienführung wich stark von den ersten Plänen ab.
Louis Degen und sein Unternehmen erhielten im Oktober 1896 von der Braunschweigischen Landesregierung die Projektierung und Bauleitung in Generalentreprise der Südharz-Eisenbahn-Gesellschaft übertragen. Er wurde vertraglich verpflichtet, eine entsprechende Bahngesellschaft zu gründen, der nach erfolgter Konstituierung die Bahnbaukonzession offiziell erteilt werden sollte. Die Gründung erfolgte am 28. April 1897 und am 5. Juli 1897 die Eintragung ins Handelsregister als AG Süd-Harz-Bahngesellschaft Sitz Walkenried. Das Aktienkapital betrug 2,3 Millionen Mark. Am 4. Juni 1897 erreichte Degen die Erteilung der Bahnbaukonzession.
Degen starb plötzlich im Oktober 1897 inmitten der Bauphase. Die Schmalspurbahn Walkenried–Braunlage/Tanne wurde durch die Centralverwaltung für Secundairbahnen Herrmann Bachstein Berlin 1899 fertiggestellt, die bisher als späterer Betriebsführer in Erscheinung trat. Im Jahr 1897 wurden dazu Verhandlungen mit Degens Erben geführt.
Sein Weggefährte Albert Sprickerhoff wurde Direktor der 1898 gegründeten AG für Bahn-Bau und -Betrieb in Frankfurt am Main.